# Transzendentalismus
Der Begriff Transzendentalismus (auch Amerikanischer Transzendentalismus) bezeichnet eine in der Mitte des 19. Jahrhunderts unter dem Einfluss von Kant, Schelling und Coleridge in den Vereinigten Staaten von Intellektuellen um Ralph Waldo Emerson, George Ripley, Amos Bronson Alcott, Theodore Parker, Henry David Thoreau, Elizabeth Palmer Peabody und Margaret Fuller gegründete neuidealistische Bewegung. Der Transzendentalismus entwickelte sich vor allem im Umfeld der auf Antitrinitarismus und christlichem Rationalismus basierenden Bewegung des nordamerikanischen Unitarismus, den er wiederum stark prägen sollte. Der von Außenstehenden Transcendental Club genannte Gesprächskreis traf sich anfangs bei Emerson in  Concord (Massachusetts), später bei Peabody in Boston.

## Allgemeines
Der amerikanische Transzendentalismus vereinigte – auf der Grundlage der Transzendentalphilosophie des deutschen Idealismus – Einflüsse der englischen Romantik, mystische Vorstellungen und indische Philosophien. Mit seiner optimistischen Weltsicht wandte er sich sowohl gegen dogmatische Religionen als auch gegen materialistisches und stark rationalistisches Denken. Die Transzendentalisten traten für eine freiheitliche, selbstverantwortliche und naturzugewandte Lebensführung ein. Von ihnen gingen wesentliche Impulse für die Sklavenbefreiung (Abolitionismus), die Entstehung der Frauenbewegung und der Naturschutzbewegung aus.
Der Transzendentalismus hatte einen prägenden Einfluss auf die Entwicklung einer eigenständigen amerikanischen Nationalliteratur. Ihre wichtigsten Vertreter waren Ralph Waldo Emerson, Margaret Fuller und Henry David Thoreau. Auch auf Schriftsteller der American Renaissance wie Walt Whitman, Emily Dickinson, Nathaniel Hawthorne und Herman Melville hatte der Transzendentalismus erhebliche Wirkung.
Die Bezeichnung als Transzendentalisten wurde zunächst als eher loses Etikett für eine heterogene und teilweise durchaus weltzugewandte Gruppe von Schriftstellern und Intellektuellen verwendet, deren Gemeinsamkeit vor allem darin bestand, dass sie sich als Gegenbewegung zu den vorherrschenden religiösen, philosophischen, politischen und literarischen Ansichten ihrer Zeit verstanden. Zumeist auf unterschiedliche Weise mit dem nahe gelegenen Harvard College verbunden, das mit seiner 200-jährigen Geschichte als Zentrum des Traditionsbewusstseins galt, bildeten die Transzendentalisten eine intellektuelle und literarische Gegenkultur zu der tonangebenden kulturellen Führungsschicht Bostons, zu der etwa die Fireside Poets zählten. Anstatt auf nostalgischen Rückblick setzten sie auf Kritik und Veränderung; die Verheißung eines geschichtlichen Neuanfangs, der das Selbstbild der jungen Nation prägte, war aus ihrer Sicht erst noch einzulösen.
In ihrem Versuch, bestehende Grenzen oder Konventionen im Denken zu überschreiten, ging es ihnen in erster Linie um die Entwicklung alternativer Möglichkeiten des Denkens und Schreibens wie auch des Lebens. In einer Mischung von euphorischer Aufbruchsstimmung und inhaltlicher Unbestimmtheit wurde das Neue an sich zum wesentlichen Inhalt und Wert der American Newness, die als Raum unbegrenzter Möglichkeiten zu erkunden und zu realisieren war.
Damit wurde die nur scheinbar esoterische Gruppe der Transzendentalisten zu einer der mächtigsten Strömungen der amerikanischen Geistes- und Kulturgeschichte, die die intellektuelle und literarische Selbstinterpretation der Vereinigten Staaten in einem Spannungsfeld zwischen mainstream culture und counter culture weit über das 19. Jahrhundert hinaus maßgeblich beeinflusste.

## Wichtige Werke des amerikanischen Transzendentalismus
- Ralph Waldo Emerson: The American Scholar (1837), Nature (1836)
- Margaret Fuller: Woman in the Nineteenth Century (1844)
- Henry David Thoreau: Walden (1854) – dt. Walden
- Henry David Thoreau: Aus den Tagebüchern (1837–1861) – deutschsprachige Auszüge der Tagebücher, 1996